# Thierry Dalbart
Thierry Dalbart est un footballeur français, né le 20 août 1958 à Aumale (Seine-Maritime), qui jouait au poste d'attaquant de la fin des années 1970 jusqu'au milieu des années 1990.

## Biographie
Formé à Aumale, il arrive au Nîmes Olympique, alors en Division 2, en 1981. 
Il dispute un total de 89 matchs en Division 2 entre 1981 et 1988, inscrivant 19 buts.
Le 28 août 1982, il se met en évidence en étant l'auteur d'un triplé en Division 2 avec le Nîmes Olympique, lors de la réception de l'AS Corbeil-Essonnes, permettant à son équipe de l'emporter sur le large score de 5-0.

## Carrière
- jusqu'en 1976 :  ES Aumale (Régional)
- 1976-1977 :  INF Vichy (CFA)
- 1977-1979 :  Stade rennais FC (CFA - CFA2, réserve)
- 1979-1980 :  US Saint-Malo (DH)
- 1980-1981 :  RC Fontainebleau (CFA)
- 1981-1983 :  Nîmes Olympique (D2)
- 1983-1985 :  : SC Abbeville (D2)
- 1985-1988 :  FC Melun (CFA - D2)
- 1988-1989 :  AS Saint-Seurin (CFA)
- 1989-1991 :  FC Saint-Leu (CFA)
- 1991-1992 :  Taverny (Régional)
- 1994-2000 :  Beauchamp (District)